# 25161 Strosahl
25161 Strosahl è un asteroide della fascia principale. Scoperto nel 1998, presenta un'orbita caratterizzata da un semiasse maggiore pari a 2,3053510 UA e da un'eccentricità di 0,0531513, inclinata di 6,45485° rispetto all'eclittica.